# Lac Cayo
Le lac Cayo (ou Kayo) est un lac situé au sud de la république du Congo, à proximité de la frontière avec l'Angola (Cabinda). 

## Histoire

Le lac Cayo vers 1900 (Congo français)
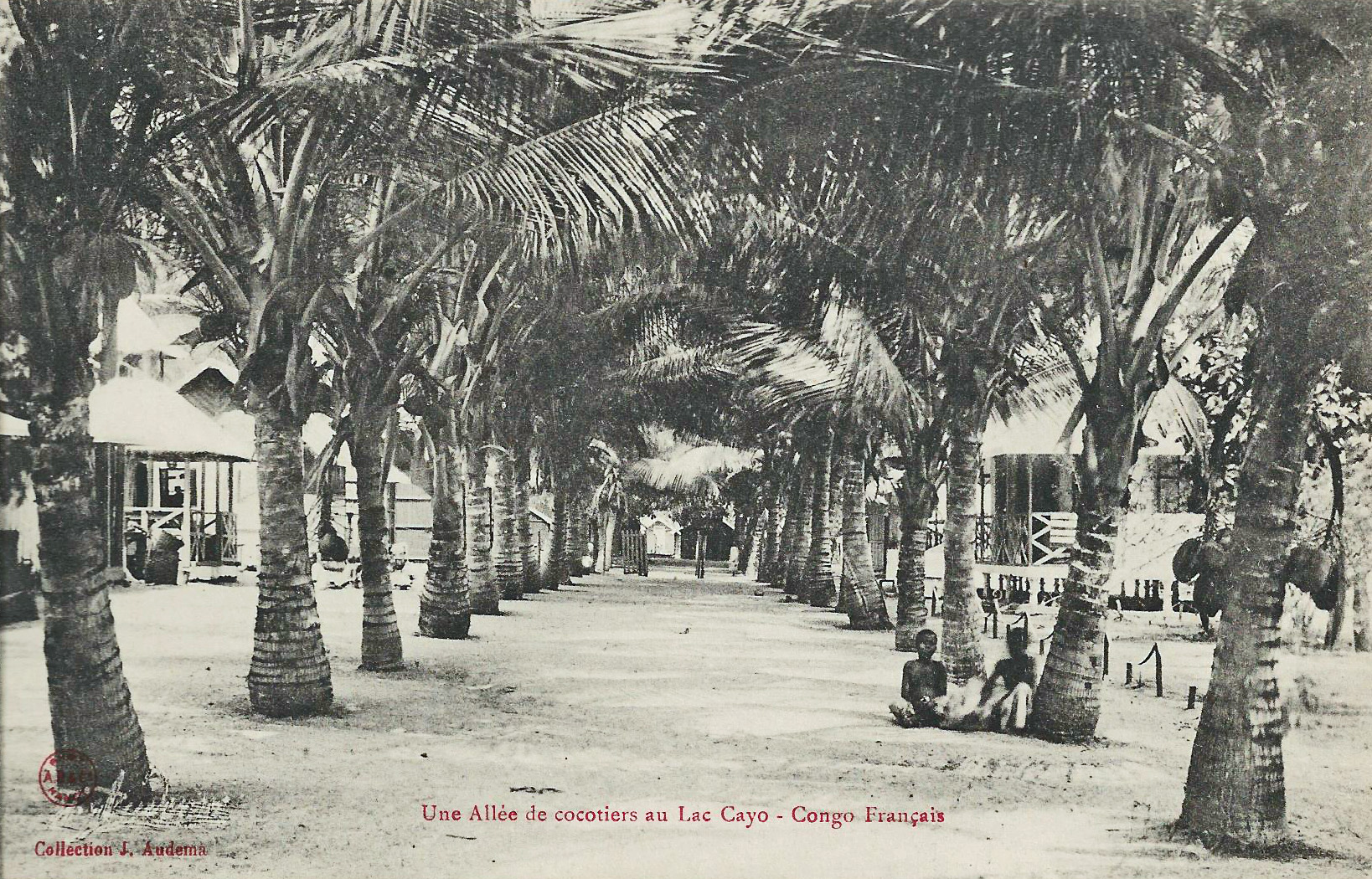
Une allée de cocotiers au lac Cayo.
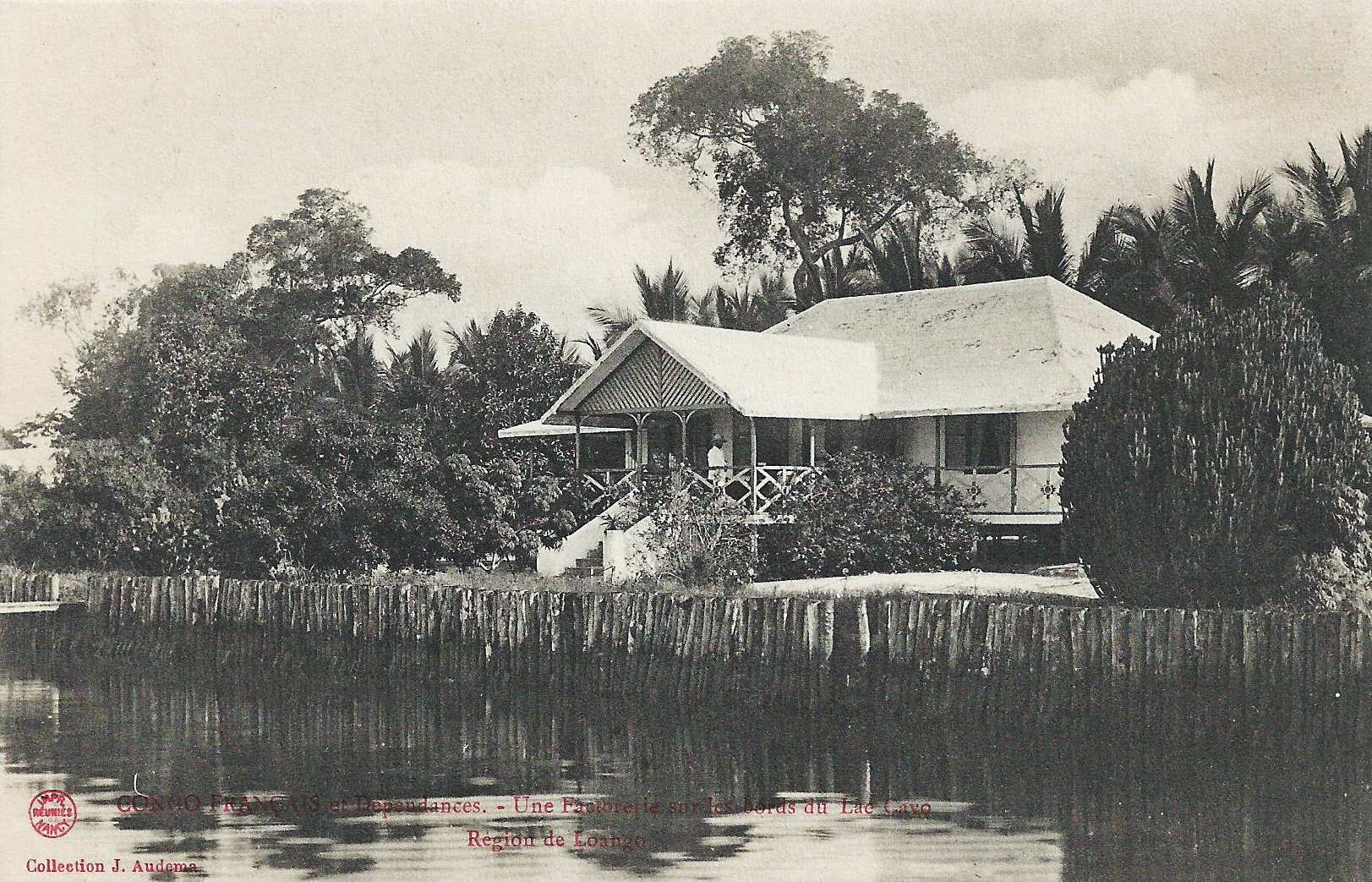
Une factorerie sur les bords du lac Cayo.